# Nagornaja
Nagornaja (Bovenland Russisch: Нагорная uitspraakⓘ) is een station aan de Serpoechovsko-Timirjazevskaja-lijn van de Moskouse metro dat geopend werd op 8 november 1983.

## Ligging en inrichting
Het station is onderdeel van het initiële deel van lijn 9 en is gebouwd als duizendpoot, het standaardontwerp voor een ondiep gelegen zuilenstation uit 1960. De zuilen zijn geplaatst in twee rijen van 26 met een onderlinge afstand van 6,5 meter. De zuilen zijn bekleed met donker zadelmarmer. De draagbalken en de zuilen zijn voorzien van een lijst van geanodiseerd aluminium. De tunnelwanden zijn bekleed met gazganmarmer in verschillende tinten lichtbruin. Het thema van het station is milieubescherming wat tot uitdrukking komt in de panelen, van de hand van S.A. Gorjajnov, boven de toegangstrap en de nissen in de tunnelwanden.

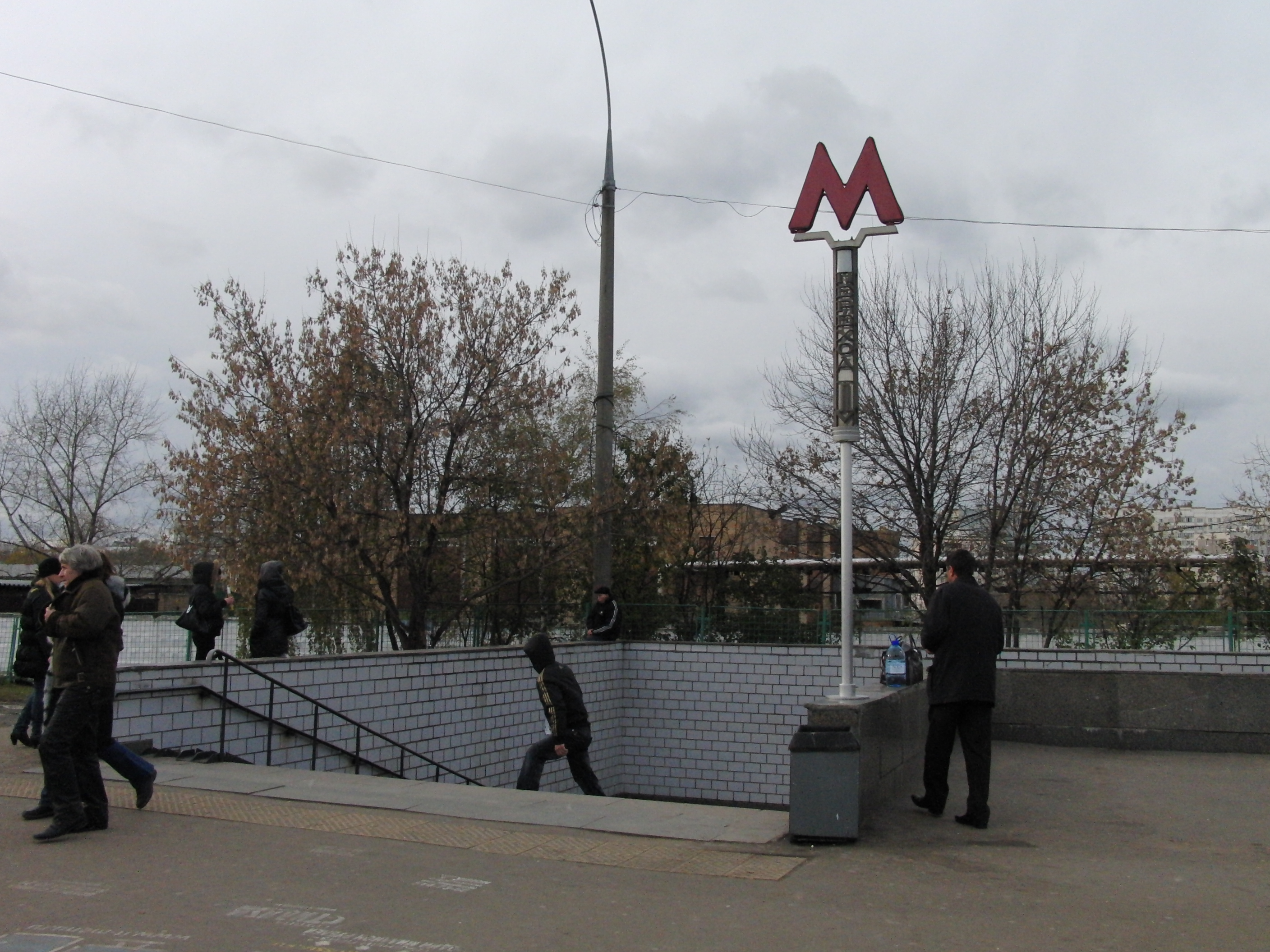
De toegang tot het station
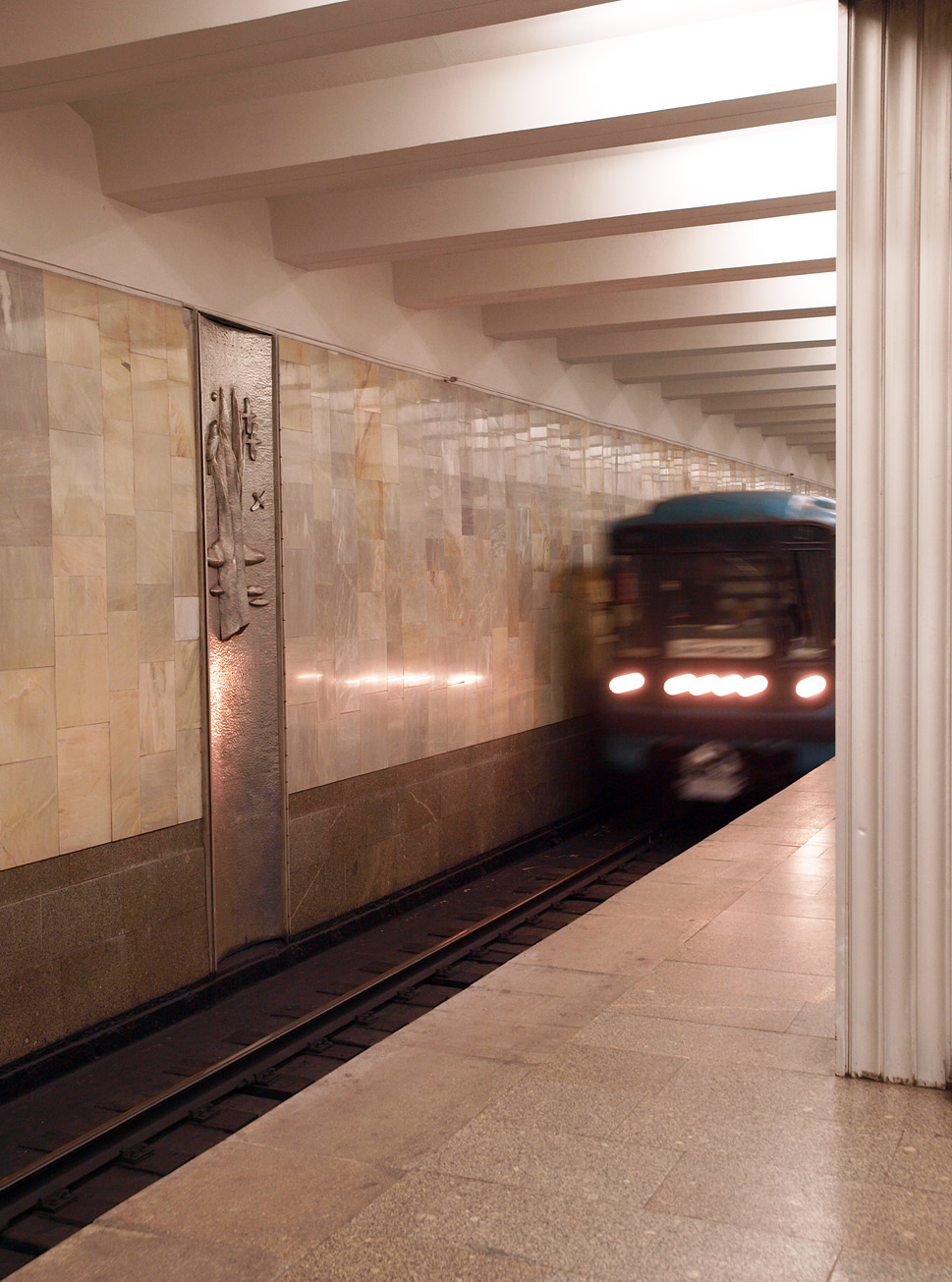
Een van de panelen in een nis van de tunnelwand

De enige toegang tot het perron ligt aan de noordkant waar zich ook de ondergrondse verdeelhal bevindt. Deze verdeelhal heeft toegangen aan weerszijden van de Elektrolytpassage. Onder de verdeelhal liggen overloopwissels zodat metro's uit het zuiden kunnen keren in geval van storingen of dienstritten.

## Reizigersverkeer
In 1999 werden dagelijks 15.810 reizigers geteld, in 2002 waren er dagelijks 15.400 instappers en 17.200 uitstappers. Ondergronds kunnen de reizigers vanaf 5:37 uur de metro naar het noorden nemen. Doordeweeks vertrekt de eerste metro naar het zuiden om 6:02 uur, in het weekeinde 3 minuten later. Bovengronds doen vijf buslijnen het station aan.